# Popești-Leordeni
Popești-Leordeni je město v Rumunsku v župě Ilfov. Nachází se asi 9,5 km jihovýchodně od centra Bukurešti a je jedním z jejích předměstí, přímo na ni navazuje svým zastavěným územím. Počet obyvatel prudce stoupá, podobně jako u ostatních měst v těsném sousedství Bukurešti; v roce 2011 zde žilo 21 895 obyvatel, v roce 2021 již 53 431 obyvatel, počet obyvatel tedy za deset let stoupl o téměř 144 %.
Město vzniklo spojením dvou vesnic – Popeşti a Leordeni. Prochází tudy silnice DN4.